# Arachnothryx nelsonii
Arachnothryx nelsonii là một loài thực vật có hoa trong họ Thiến thảo. Loài này được Lorence mô tả khoa học đầu tiên năm 2005.